# Tadeusz Dolny
Tadeusz Benedykt Dolny (Sobótka, 1958. május 7. –) világbajnoki bronzérmes lengyel labdarúgó, hátvéd.

## Pályafutása

### Klubcsapatban
1971-ben a Ślęża Sobótka, majd 1974-ben a Walka Zabrze korosztályos csapatában kezdte a labdarúgást. 1976 és 1984 között a Górnik Zabrze, 1984 és 1987 között a Górnik Wałbrzych, 1987 és 1989 között az Odra Wodzisław labdarúgója volt. 1989-ben az amerikai Wisła Chicago, 1990-ben a Royal-Wawel Chicago játékosa volt.

### A válogatottban
1981 és 1985 között hét alkalommal szerepelt a lengyel válogatottban. Az 1982-es spanyolországi világbajnokságon bronzérmet szerzett ez együttessel.

## Sikerei, díjai
Lengyelország
- Világbajnokság
  - bronzérmes: 1982, Spanyolország